# Move D.
David Moufang (Heidelberg, 7 september 1966) was een Duitse elektronische muzikant die vooral bekend is onder zijn pseudoniem Move D. Hij produceerde zowel dansbare deephouse en techno als ook ambient. Hij werkte veel samen met Pete Namlook, waarmee hij een reeks albums opnam. Ook Jonas Grossmann was lang een belangrijke samenwerkingspartner.

## Biografie
Moufang groeit op in een muzikale familie. Zijn vader is jazzmuzikant. Zelf gaat hij ook op muziekles en keer gitaar en percussie. Na zijn middelbare school gaat hij grafisch design studeren in Hamburg. Hij wordt in de late jaren tachtig ook actief als dj. Hij is dan vooral liefhebber van hiphop en soul, al kan hij ook de eerste houseplaten wel waarderen. In de late jaren tachtig raakt hij echter betrokken bij de opkomst van de Duitse technoscene en ontwikkelt hij ook een bijzondere interesse voor de aanpalende ambient house. Hij begint met het zelf produceren daarvan. In 1992 richt hij met Jonas Grossman het label Source Records op. Met hem brengt hij daarop het album Earth To Infinity uit van het gelijknamige project. Een jaar later hernoemen ze het project naar Deep Space Network, en verschijnt . Een langlopende serie start hij in 1994 met Pete Namlook. Eerst als Koolfang en later onder de naam Move D & Namlook. Dit combineert zijn ambient house met invloeden uit de jazz. Hij zoekt tijdens een roadtrip met Grossman in Californië de in San Francisco wonende producer Jonah Sharp op met als idee een album te maken. In een dag maken ze een titelloos album als Reagenz. En met Dr. Atmo vormt hij het project Intergalactic Federation. Solo bewijst Moufang zich in 1995 wanneer twee albums verschijnen. Solitaire laat atmosferische ambient houren en Kunststoff (1995) slalomt tussen Deephouse en warme melodieuze Techno. In 1996 verschijnt een tweede album van Deep Space Network in samenwerking met het Britse Higher Intelligence Agency. Met het Conjoint laat hij meer Nu jazz geluid horen. Een andere opvallende samenwerking gaat hij aan met radiodj Thomas Meinecke. In 1998 en 1999 maakt hij twee maal een muzieksessie van een uur met zijn Spoken word inbreng. Dit wordt in 2000 uitgebracht als het dubbelalbum Tomboy / Freud's Baby. Daarom is ook vibrafoonspeler Karl Berger aanwezig, een van de voorbeelden uit zijn jeugd.
Met Grossman maakt hij nog de albums Traffic: Deep Space Network. Live. (1998), dat live tijdens de Love Parade van 1995 is opgenomen en Raise This Flap (2004). Daarna stopt hun samenwerking. Grossman wil niet verder met het onzekere bestaan als muzikant en trekt zicht terug uit de projecten om een andere carrière te starten. Het label komt daarna op een laag pitje te staan. Moufang besluit zijn werkterrein te verleggen naar Berlijn waar hij in Pankow een studio inricht met de naam van dit stadsdeel. Hij brengt onder die naam ook het album Linienbusse (2005) uit.  Vanaf 2006 werkt hij een tijd samen met Benjamin Brunn waarmee hij twee albums met minimal techno opneemt. De samenwerking met Namlook eindigt door diens overlijden in 2012. Ter ere van hem neemt Moufang het album The Silent Orbiter (2014) op. Zijn DJ-kunsten laat hij horen als hij een uitnodiging krijgt om een aflevering te mixen voor de Fabric-mixverzamelaars. In 2009 wordt Reagenz weer nieuw leven ingeblazen en de albums Playtime (2009) en The Periodic Table (2014) verschijnen. Met Jonah Sharp is bij ook betrokken bij het project The Mulholland Free Clinic. In 2019 verschijnt Building Bridges, waarop Thomas Fehlmann een gastrol heeft.

## Discografie

### Albums
- Earth To Infinity – Earth To Infinity (1992)
- Deep Space Network - Big Rooms (1993)
- Reagenz - Reagenz  (1994)
- Intergalactic Federation - I.F. (1994)
- Intergalactic Federation - I.F. 2 (1994)
- Solitaire - Solitaire (1995)
- Kunststoff (1995)
- Koolfang - Jambient (1995)
- Koolfang - Gig In the Sky (1995)
- Deep Space Network -  Deep Space Network Meets Higher Intelligence Agency (met Higher Intelligence Agency) (1996)
- Move D / Namlook - Exploring The Psychedelic Landscape (1996)
- Deep Space Network - Traffic: Deep Space Network. Live. (1996)
- Conjoint - Berger / Hodge / Moufang / Ruit (1997)
- Move D & Namlook - Move D / Namlook II - A Day In The Live! (1997)
- Move D & Namlook - Move D / Namlook III - The Retro Rocket  (1999)
- Move D / Thomas Meinecke  - Tomboy / Freud's Baby (2000)
- Conjoint – Earprints (2000)
- Move D & Namlook - Move D / Namlook IV - The Audiolounge (2000)
- Move D & Namlook - Move D / Namlook V - Wired (2001)
- Move D & Namlook - Move D / Namlook VI - Live In Heidelberg 2001 (2001)
- Move D & Namlook - Move D / Namlook VII - Home Shopping  (2002)
- Deep Space Network - Raise This Flap (2004)
- Pop For Dwoozle (2004)
- Move D & Namlook - Move D • Namlook VIII • The Art Of Love (2005)
- Move D & Namlook - Move D • Namlook IX + Wagons-Lits (2005)
- Studio Pankow - Linienbusse (2005)
- Move D & Namlook - Move D / Namlook X - Let The Circle Not Be Broken (2006)
- Move D & Namlook - Move D / Namlook XI - Sons Of Kraut (2006)
- Move D & Benjamin Brunn - Let's Call It A Day (2006)
- Conjoint – A Few Empty Chairs (2006)
- Move D & Namlook - Move D • Namlook XII • Space & Time (2006)
- Tonspuren 1-10 (2007)
- Move D & Namlook - Move D • Namlook XIII: Raumland • Exploration (2007)
- Move D & Namlook - Move D • Namlook XIV • Raumland • Montage (2007)
- Thomas Meinecke & Move D – Flugbegleiter - Übersetzungen / Translations (2008)
- Move D & Namlook - Move D • Namlook XV: Raumland • Sphäre (2008)
- Move D & Benjamin Brunn - Songs From The Beehive (2008)
- Move D & Namlook - Move D • Namlook XVI Travelling The Silk Route (2008)
- Move D & Namlook - Move D · Namlook XVII + There! (2008)
- Move D & Namlook - Move D • Namlook XVIII: Sexoid (2008)
- Move D & Namlook - The Evolution Of Move D • Namlook (2009)
- Thomas Meinecke & Move D – Work (2009)
- Move D & Namlook - Move D · Namlook XX: Taygete (2009)
- Move D & Namlook - Move D · Namlook XIX: Dawning Of A New Decade (2009)
- Reagenz - Playtime (2009)
- Move D & Namlook - Move D • Namlook XXI • Stranger I (2010)
- Move D & Namlook - Move D • Namlook XXII: Stranger II  (2010)
- Move D & Namlook - Move D • Namlook XXIII: Stranger III (2010)
- Thomas Meinecke / Move D - Lookalikes (2011)
- The Silent Orbiter (2014)
- Fabric 74 - Move D. (mixcompilatie) (2014)
- Reagenz - The Periodic Table (2014)
- Move D / Thomas Meinecke – On The Map (2017)
- The Mulholland Free Clinic - The Mulholland Free Clinic (2017)
- Building Bridges (2019)

- Gemeinsame Normdatei: 134874560
- International Standard Name Identifier: 0000 0001 1357 4159
- Library of Congress Control Number: no2006132407
- MusicBrainz: 8b146091-2d4c-4a97-a353-03703d8afaa7
- Virtual International Authority File: 165935803
- WorldCat: E39PBJhRFcPcqQKH48bVhgqYT3